# Tobias Hürter
Tobias Hürter (* 1972) ist ein deutscher Journalist.
Tobias Hürter studierte Philosophie und Mathematik in München und Berkeley. Er war Redakteur bei der MIT Technology Review und bei der Zeit, später Mitgründer des philosophischen Magazins Hohe Luft, dessen stellvertretender Chefredakteur er war. Heute arbeitet er als freier Journalist, unter anderem für Hohe Luft und Zeit Wissen.
Am Allerheiligentag des Jahres 2011 stürzte er bei einer Wanderung auf der Zugspitze 37 Meter tief ab und landete mit großem Glück auf einem Felsabsatz, der seinen Absturz in den über 500 Meter tiefen Abgrund verhinderte. Seine Erfahrungen im Angesicht des beinahe sicheren Todes verarbeitete er 2013 in seinem Buch Der Tod ist ein Philosoph.

## Werke
- Das Zeitalter der Unschärfe. Die glänzenden und die dunklen Jahre der Physik 1895–1945. Klett-Cotta, Stuttgart 2021, ISBN 978-3-608-98372-2.
- mit Max Rauner: Schluss mit dem Bullshit! Auf der Suche nach dem verlorenen Verstand. Piper Verlag, München 2014, ISBN 978-3-492-05626-7.
- Der Tod ist ein Philosoph. Wie mich ein Sturz vom Berg auf den Sinn des Lebens brachte. Piper Verlag, München 2013, ISBN 978-3-492-05580-2.
- mit Claas Triebel: Die Kunst des kooperativen Handelns. Eine Agenda für die Welt von Morgen. Orell Füssli, Zürich 2012, ISBN 978-3-28005-470-3.
- Du bist, was Du schläfst. Was zwischen Wachen und Träumen alles geschieht. Piper Verlag, München 2011, ISBN 978-3-492-05454-6.
- mit Max Rauner: Die verrückte Welt der Paralleluniversen. Piper Verlag, München 2009, ISBN 978-3-492-05332-7.